# Brug 1147

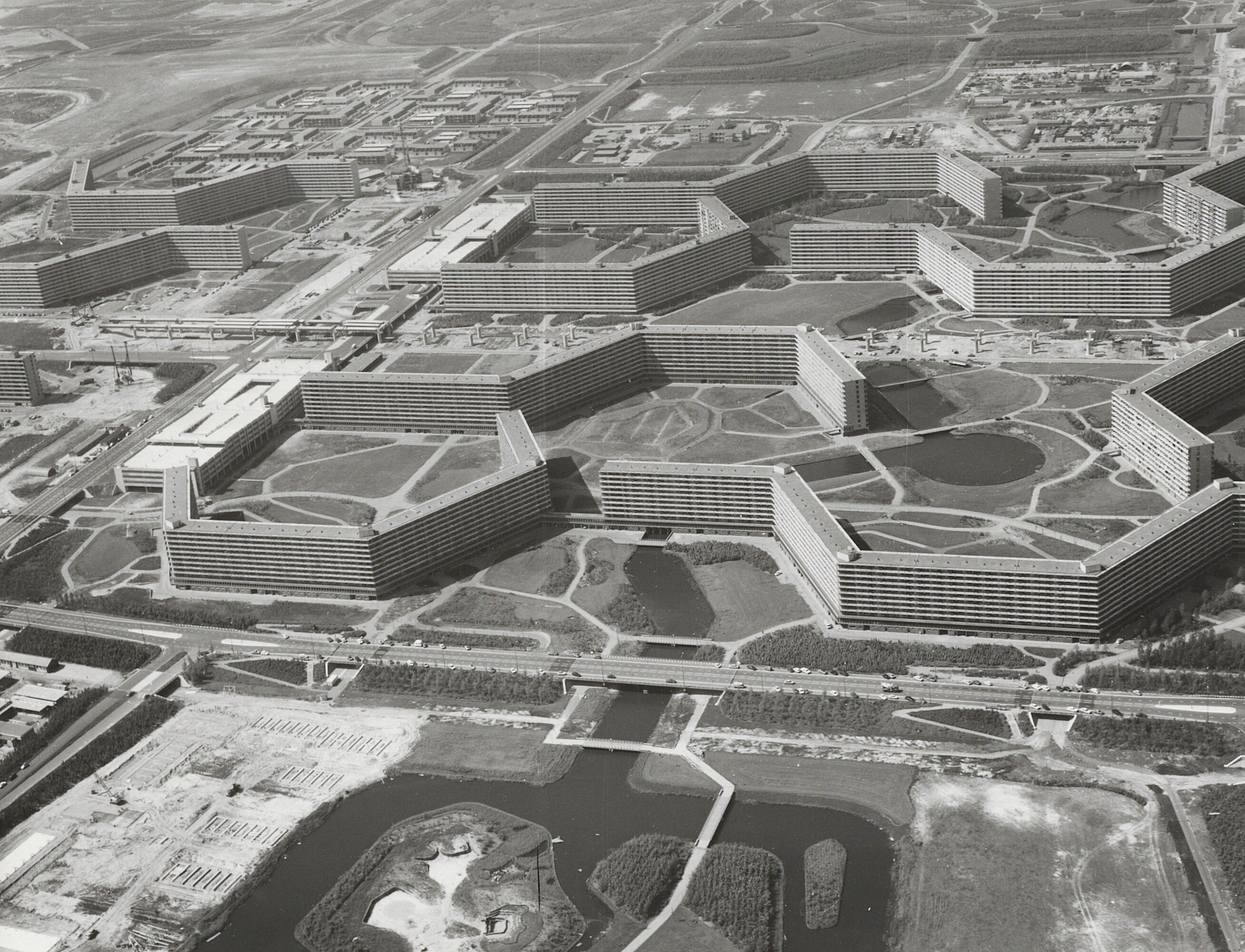
Brug 1147 ligt tussen Gooioord en Kikkenstein de twee bovenste honingraatflats (1973)

Brug 1147 was een bouwkundige kunstwerken in Amsterdam-Zuidoost.
De verkeersstromen werden al bij het ontwerp en de aanleg en bouw van deze nieuwe woonwijk gescheiden gehouden. Er kwam een beperkt aantal dreven op een halfhoog dijklichaam voor het gemotoriseerd verkeer. Voor voetgangers en fietsers werd een fijnmazig systeem aan paden aangelegd. Gelijkvloerse kruisingen tussen deze twee systemen werden vermeden. Nadat Dirk Sterenberg van de Dienst der Publieke Werken in de serie 1000-1099 de viaducten in de dreven had ontworpen kon hij vrijwel direct verder met de kleinere voet- en fietsbruggen, de zogenaamde maaiveldbruggrn. Ook daarbij bediende hij zich van standaardtypen brug. Deze zijn ook voor zover in de 21e eeuw nog aanwezig te herkennen aan standaard leuningen en vooral de borstweringen met ankergaten. Die borstweringen zijn enigszins plastisch door het toegepaste spuitbeton. Ook het nummerbord voor al die bruggen is standaard; een metalen plaatje aan een baluster, tussen de leuningen in. De brug wijkt enigszins af, dat komt door haar lengte. De afwateringstocht tussen de flats Gooioord en Kikkenstein is vrij breed en zodoende is de brug hier langer. De overspanning van circa 37,5 meter, die net boven het wateroppervlak kwam te liggen werd gedragen door twee sets van brugpijlers.
De brugnummers 1134 tot 1148 liggen hier overigens keurig op rij van oost naar west tussen de Bijlmerweide en Groesbeekdreef. In 1968 begonnen de heiwerkzaamheden. De brug verdween in de kader van het Bijlmermuseum bij een herinrichting rond 2004 uit het landschap; de bruggen 1146 en 1148 bleven functioneren.
<<< · 1100 · 1101 · 1107 · 1008 · 1009 · 1110 · 1111 · 1119 · 1121 · 1122 · 1123 · 1124 · 1125 · 1126 · 1127 · 1128 · 1129 · 1130 · 1131 · 1132 · 1133 · 1134 · 1135 · 1139 · 1140 · 1141 · 1142 · 1143 · 1144 · 1145 · 1146 · 1148 · 1149 · 1150 · 1151 · 1152 · 1153 · 1154 · 1155 · 1156 · 1157 · 1159 · 1162 · 1163 · 1164 · 1165 · 1167 · 1170 · 1171 · 1172 · 1173 · 1174 · 1175 · 1176 · 1177 · 1179 · 1180 · 1181 · 1182 · 1183 · 1184 · 1186 · 1187 · 1188 · 1189 · 1190 · 1191 · 1192 · 1193 · 1194 · 1195 · 1196 · 1197 · 1198 · 1199 · >>>
Brugnummers 1102-1106 (gesloopt), 1112-1118 (gesloopt), 1120, 1136-1138, 1145, 1147, 1158 (onbekend), 1160, 1161, 1166, 1168, 1169, 1178 en 1185 (voetbrug Bijlmerweide bouw 1970, sloop 2015) zijn niet (meer) vergeven.